# Gebroken Cirkel (Amsterdam)
Gebroken Cirkel is een betonnen sculptuur ontworpen door de beeldhouwer Ad Dekkers, het werd in 1976 geplaatst in Amsterdam, de kunstenaar was toen al overleden. Met een omvang van 12 meter is het Dekkers grootste beeld. Het maakt deel uit van zijn late oeuvre, hij hield zich toen bezig met vierkanten, driehoeken, cirkels en lijnen.
Het kunstwerk werd opgebouwd naast het Kohnstammhuis aan de Mauritskade. Het kreeg vrijwel direct de bijnamen De Ring en Het Gat van Duisenberg. Dat laatste verwees naar een begrotingstekort in 1976, destijds was Wim Duisenberg minister van Financiën in het Kabinet-Den Uyl. Men had het ook wel over een grote veerring of opgerolde rails, een verwijzing naar het voormalige spoorstation Station Amsterdam Weesperpoort. Het werk kon gemaakt worden dankzij de zogenoemde eenprocentregeling; 1% van de bouwkosten van gebouwen werd uitgegeven aan verfraaiing  van de open ruimte door een kunstenaar. In het originele ontwerp was er sprake van een perfecte cirkel, maar dat bleek technisch en financieel niet haalbaar. Zowel binnen- als buitenring zijn opgebouwd uit rechte lijnen, die dan ook nog eens verwrongen zijn om begin en eind van de cirkel onderaan niet op elkaar te laten aansluiten. 
Het beeld moest na vijfentwintig jaar weg van de Mauritskade wegens de bouw van een rioolgemaal en nieuwbouw voor de Hogeschool van Amsterdam (Amstelcampus). De Gebroken Cirkel, met een massa van 165 ton, werd in 2003 zijn geheel verplaatst naar een nieuwe locatie aan de Transformatorweg in Amsterdam-West. Het beeld is daar geplaatst op een verhoging bij de driesprong van de Spaarndammerdijk, Transformatorweg en Nieuwe Hemweg.
Van Gebroken Cirkel is ook een kleinere versie gemaakt; deze staat bij Kasteel Wijlre in Limburg.

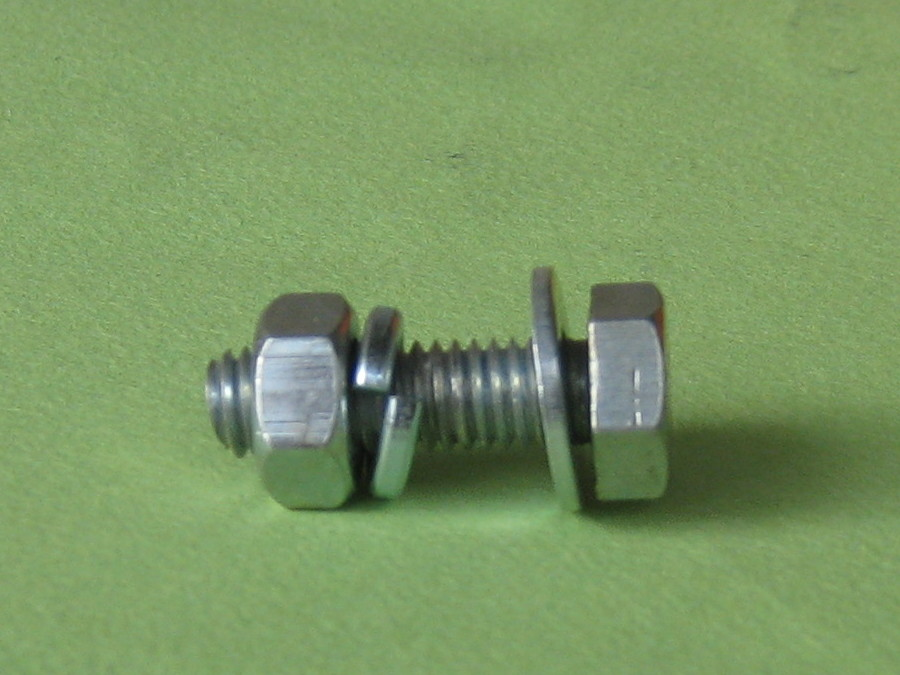
Veerring (rechts van de moer)
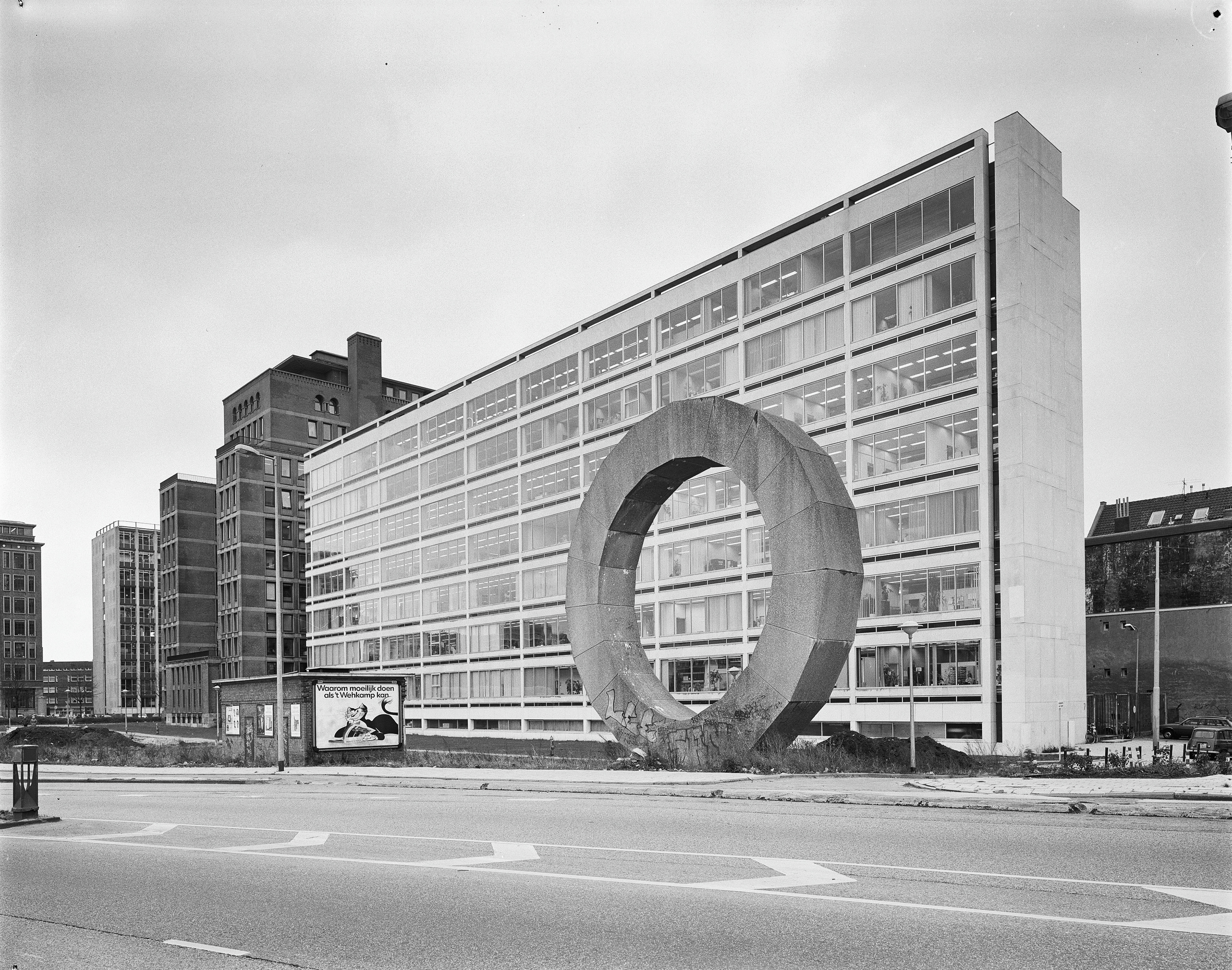
Gebroken cirkel bij Belastingkantoor (1991)
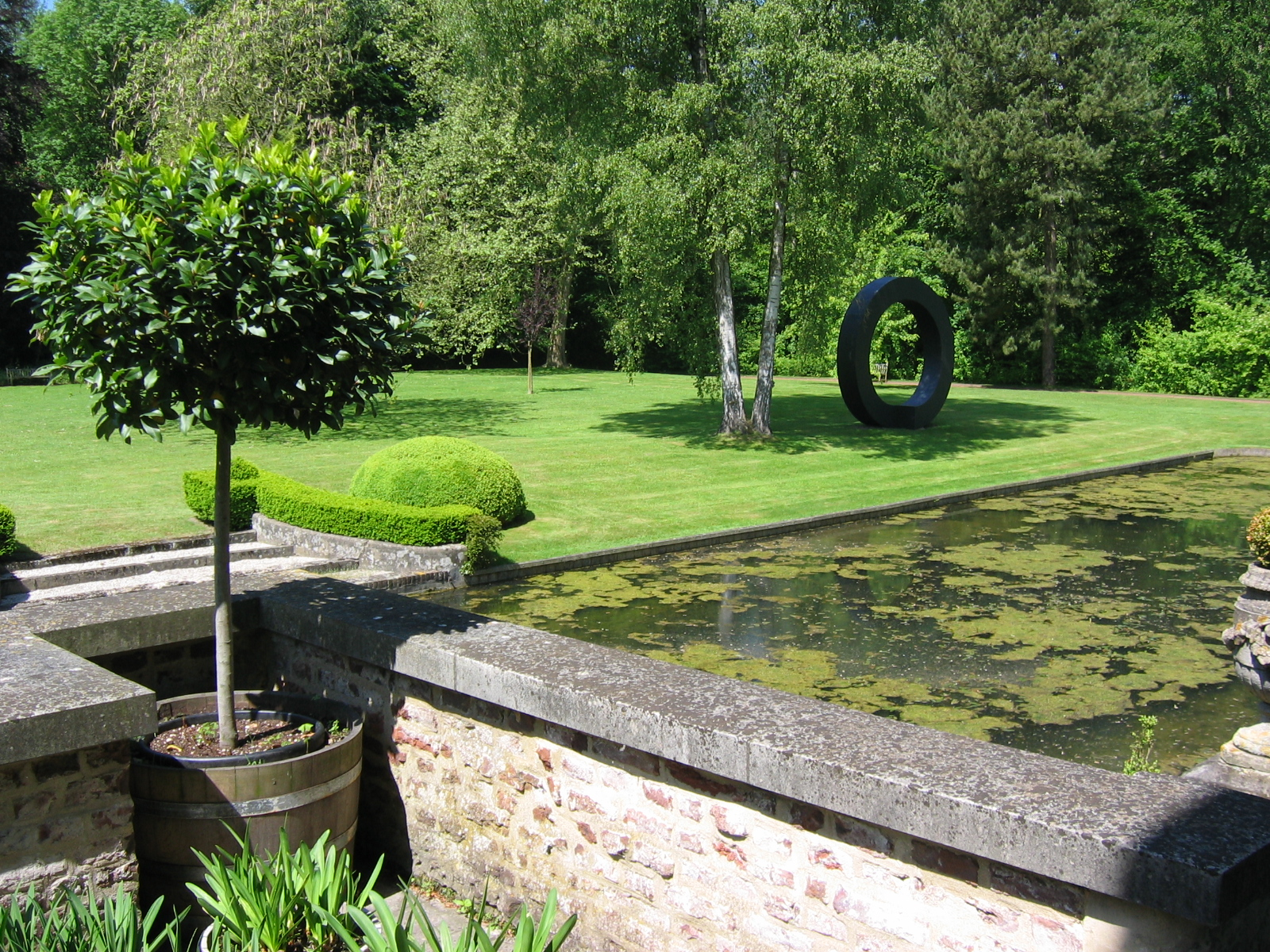
Gebroken cirkel bij Kasteel Wijlre (2010)